# Henri Curiel
Henri Curiel   (El Caire, 13 de setembre de 1914 - 5è districte de París, 4 de maig de 1978) va ser un activista polític egipci que va dirigir el Moviment Democràtic per l'Alliberament Nacional fins que va ser expulsat del seu país el 1950. Establert a França, Curiel va ajudar el Front Nacional d'Alliberament d'Algèria i altres causes d'alliberament nacional. El 1978 va ser assassinat a París; el seu assassinat no ha estat mai resolt.

## Biografia
Curiel va néixer al Caire en una família jueva sefardita d'origen italià. Es va convertir en ciutadà egipci el 1935. El seu germà Raoul Curiel va ser un reputat arqueòleg i numismàtic, especialitzat en estudis de l'Àsia central. Un cosí seu, Eugenio Curiel, va ser un físic i militant antifeixista que va ser assassinat a Itàlia el 1945. Un altre cosí seu va ser el conegut espia britànic de la KGB George Blake. En una entrevista publicada a la revista francesa L'Express el 21 de febrer de 1991, aquest va afirmar que Henri Curiel l'havia influït com a comunista a l'hora de donar forma a les seves conviccions polítiques, ja que Blake el va conèixer quan era adolescent.
El 1939 Curiel, el seu germà Raoul i Georges Henein van crear Don Quichotte, un setmanari comunista en llengua francesa. El 1943 va fundar el Moviment Comunista Egipci per l'Alliberament Nacional que el 1947 es va convertir en el Moviment Democràtic per l'Alliberament Nacional. Va ser arrestat repetidament, juntament amb altres companys de militància. El Moviment Democràtic per l'Alliberament Nacional va participar activament en la revolució de 1952 liderada pel Moviment d'Oficials Lliures i Gamal Abdel Nasser.
Més endavant, Curiel es va establir a França i va dirigir un cercle d'emigrants comunistes jueus d'Egipte conegut com el Grup de Roma. Va treballar per a la xarxa Jeanson que va donar suport al Front Nacional d'Alliberament d'Algèria durant la Guerra d'Algèria (1954–62). Va ser detingut pels serveis de seguretat francesos el 1960. També va ser fundador de Solidarité, un grup de suport a diversos moviments anticolonials i d'oposició del Tercer Món com el Congrés Nacional Africà.
El 1976 va iniciar contactes amb representants israelians i palestins disposats a negociar un reconeixement mutu i es van organitzar diverses reunions, sota la presidència de Pierre Mendès, que incloïen Issam Sartawi, conseller de Iàssir Arafat, i Uri Avnery i Mattityahu Peled, membres del Consell d'Israel per a la Pau.
El 21 de juny de 1976, Georges Suffert va publicar un article a Le Point assenyalant Curiel com el «cap de la xarxa de suport terrorista» del KGB. Va ser posat en arrest domiciliari a Dibha, una mesura administrativa que va ser aixecada un cop es va demostrar que l'acusació era falsa. Un informe de la CIA de 1981 apuntava que l'organització de Curiel «ha donat suport a una gran varietat d'organitzacions revolucionàries esquerranes del Tercer Món», en forma de «documents falsos, ajuda financera i refugi abans i després de les operacions, així com en formació d'armes i explosius».
Henri Curiel va ser assassinat a París el 4 de maig de 1978. Dos grups d'extrema dreta, l'Organització de l'Exèrcit Secret i el Groupe Charles-Martel van reivindicar-ne el crim, però encara avui el cas roman sense resoldre. Henri Curiel està enterrat al cementiri del Père Lachaise, a París.
El treball de Curiel per a promoure el diàleg entre l'Organització per a l'Alliberament de Palestina i els israelians d'esquerra va continuar durant la dècada del 1980 per mitjà del Comité Palestine et Israël Vivront, encapçalat per la professora de la Sorbona Joyce Blau, íntima col·laboradora de Curiel i companya d'exili.

## Filmografia
- Henri Curiel, itinéraire d'un combattant de la paix et de la liberté, film de Mehdi Lallaoui.
- Henri Curiel, un crime politique, film de Jean-Charles Deniau i Khaled Melhaa, Canal+, 2008.